# Port lotniczy Dniepr
Port lotniczy Dniepr (ukr.: Міжнародний аеропорт „Дніпро”, ang.: Dnipro International Airport, kod IATA: DNK, kod ICAO: UKDD) – międzynarodowe lotnisko położone 15 km na południowy wschód od centrum Dniepru na Ukrainie.

## Linie lotnicze i połączenia
Od 24 lutego 2022 r. wszystkie loty pasażerskie zostały zawieszone na czas nieokreślony. 
| Linia lotnicza                 | Kierunek                                                             |
| ------------------------------ | -------------------------------------------------------------------- |
| Ukraine International Airlines | 1. Kijów-Boryspol 2. Tel Awiw                                        |
| Windrose Aviation              | 1. Kijów-Boryspol Sezonowe czartery: 1. Port lotniczy Szarm-el-Szejk |